# Oresbius leucopsis
Oresbius leucopsis là một loài tò vò trong họ Ichneumonidae.